# 손승완
손승완(孫承完, 1981년 3월 23일 ~ )은 대한민국의 전직 스타크래프트 프로게이머, 전직 프로게임단 코치이다. 종족은 프로토스이며, 아이디는 SONJJANG이다. 2001년 한빛 스타즈(현 웅진 스타즈)에 입단하였다. 2003년 POS(현 MBC게임 히어로)로 이적하였다.
2004년 8월 육군으로 입대. 군복무 이후 2006년 11월 10차 서바이버리그 예선을 시작으로 네 차례 예선전에 출전하며 프로게이머로 활동했지만 결국 군입대의 공백을 메우지 못하고 은퇴를 결심했다.
은퇴 후 1년 6개월 정도 개인 사업을 하다가 2008년 10월 웅진 스타즈의 코치로 영입되었다. 2013년 4월 아내의 병간호 및 가족들을 돌보기 위해 코치직을 사임, e스포츠업계에서 은퇴하였다.

## 주요 기록

#### 개인 기록
- 2000년 제3회 넷아이비배 단체전 우승
- 2000년 017 아이터치 전국투어 창원지역 우승
- 2000년 넷텔배 제2의 쌈장을찾아라 2:2 단체전 부산지역 준우승(네이버에도 준우승으로 수정요망. 우승한 사람이 수정.)
- 2000년 이노츠 게임아이 10월 정기전 우승
- 2001년 GGTV 4대 천왕전 사파부문 우승
- 2002년 이노츠 게임아이 주장원전 1월 4차 우승
- 2002년 삼국풍운 프로게이머 4인전 우승
- 2002년 네이트 온게임넷 스타리그 8강
- 2002년 2002 KPGA 투어 3차리그 본선 진출

#### 코치 기록
- 2010년 신한은행 위너스리그 09-10 3위
- 2010년 경남-STX컵 마스터즈 2010 4위